# Coppa Sabatini 1964
La Coppa Sabatini 1964, tredicesima edizione della corsa, si svolse il 7 ottobre 1964 su un percorso di 230 km. La vittoria fu appannaggio dell'italiano Italo Zilioli, che completò il percorso in 6h03'00", precedendo i connazionali Graziano Battistini e Franco Bitossi.

## Ordine d'arrivo (Top 10)
| Pos. | Corridore           | Squadra         | Tempo    |
| ---- | ------------------- | --------------- | -------- |
| 1    | Italo Zilioli       | Carpano         | 6h03'00" |
| 2    | Graziano Battistini | I.B.A.C.        | s.t.     |
| 3    | Franco Bitossi      | Springoil-Fuchs | s.t.     |
| 4    | Giorgio Zancanaro   | Carpano         | s.t.     |
| 5    | Giancarlo Ferretti  | Legnano         | s.t.     |
| 6    | Franco Balmamion    | Cynar           | s.t.     |
| 7    | Guerrando Lenzi     | Springoil-Fuchs | s.t.     |
| 8    | Aldo Moser          | Lygie           | s.t.     |
| 9    | Giancarlo Gentina   | Cynar           | s.t.     |
| 10   | Bruno Fantinato     | Salvarani       | a 0'30"  |